# Pontificio Istituto Biblico (Gerusalemme)
Il Pontificio Istituto Biblico di Gerusalemme, fondato nel 1927, è un ramo dell'Institutum Pontificium Biblicum sito a Roma, affidato ai gesuiti. Ospita anche un museo e una biblioteca.

## Storia
Ignazio di Loyola, fondatore della Compagnia di Gesù, visitò la Terra Santa nel 1523. Benedetto da papa Adriano VI, raggiunse Gerusalemme, dove rimase solo tre settimane in settembre 1523, prima di essere invitato dai frati francescani a lasciare il Paese.
L'ubicazione della casa risale ai primi del 900. Questo è il luogo dove passavano i gruppi gesuiti durante il loro viaggio in Egitto, Israele, Turchia e Siria, in quelle che venivano chiamate le "carovane bibliche". Nel 1913 un gruppo di studenti gesuiti fece un giro del Vicino Oriente, da Atene all'Alto Egitto. Si avverte l'esigenza di avere in Terra Santa una stabile organizzazione che consenta di accogliere in soggiorni prolungati professori e studenti in visita nei luoghi o impegnati in ricerche di archeologia biblica. Successivamente, negli anni '20, il Vaticano acquistò il terreno dove sorse l'edificio che ancora oggi si può vedere. Padre Alexis Mallon è il fondatore del ramo del Pontificio Istituto Biblico a Gerusalemme, nel 1927. Più recentemente, accordi con l'Università Ebraica di Gerusalemme hanno esteso questa collaborazione e confermato l'importanza di questa sede a Gerusalemme.
Attualmente la vocazione dell'Istituto, annesso al consolato francese a Gerusalemme, è legata a quattro attività essenziali: accoglienza dello studente biblico di Roma, spiritualità per i gesuiti che vengono da tutto il mondo, accoglienza degli ospiti legati alla Compagnia e sede della vita comunitaria dei gesuiti in Medio Oriente. Dei circa 16 000 membri della Compagnia di Gesù dispersi in 122 paesi del mondo, sono presenti a Gerusalemme ea Betlemme dieci religiosi, di dieci diverse nazionalità, a suggerire l'universalità dell'ordine, secondo l'intuizione di sant'Ignazio.
Gli studenti che frequentano la filiale di Gerusalemme dell'Istituto possono frequentare le lezioni presso tre istituzioni partner:
- la Scuola biblica e archeologica francese di Gerusalemme;
- l'Università Ebraica di Gerusalemme;
- lo Studium Biblicum Franciscanum.